# Морал
Морал (од лат. mōrālis — „манир”, „карактер”, „правилно понашање”) je критеријум који се примењује на поступке. Дефинише се као облик друштвене свести, систем обичаја, навика, норми. Морал је релативан, јер није исти у свим друштвеним групама и историјским периодима. Централне вредности морала су: добро, исправно и праведно. Морал може бити скуп стандарда или принципа изведених из кодекса понашања одређене филозофије, религије или културе, или може произаћи из стандарда за који особа верује да треба да буде универзалан. Морал такође може бити специфично синоним за „доброту“ или „исправност“.
Морална филозофија укључује мета-етику, која проучава апстрактна питања као што су морална онтологија и морална епистемологија, и нормативну етику, која проучава конкретније системе моралног одлучивања као што су деонтолошка етика и консеквенцијализам. Пример нормативне етичке филозофије је Златно правило, које каже: „Човек треба да се односи према другима онако како би волео да се други понашају према њему“.
Неморал је активно супротстављање моралу (тј. супротстављање ономе што је добро или исправно), док се аморал на различите начине дефинише као несвесност, равнодушност према или неверовање у било који одређени скуп моралних стандарда или принципа.

## Порекло и појам морала
Морал је настао у људском друштву, још у првобитној заједници. Током своје еволуције човек је, најпре, живео у малим групама где је било потребно ускладити своје потребе са потребама других. На основу изналажења решења за то, формирана су правила људског понашања и настала је филозофска дисциплина - етика.
Морал је објективна друштвена појава која је одређена скупом правила или норми која регулишу понашање чланова једне друштвене заједнице, али и навикама понашања. Процењивање морала или морални суд се доноси на основу поступака, расуђивања, понашања или уопште карактера неког човека. У складу са тим и са сложеном комуникацијом која се одвија у друштву, људи формирају своје личности, усмеравају своју мотивацију и деловање, вреднују и суде и себи и другима.
Основна карактеристика моралних норми је њихова обавезност, која је двострука, што значи да је морал обавезујући и друштвено (споља) и индивидуално (унутра), за разлику од правне и обичајне обавезности која је искључиво друштвена. Такође, као битне карактеристике морала, наводе се и тренутачност, безусловност, наметнутост и сл.
По Зигмунду Фројду је потпуно усвајање моралних норми које једно друштво прописује практично недостижно. Због нагонске, импулсивне стране људске природе, човек тек делимично усваја те норме, посебно оне којима се одређена понашања забрањују.
Према тумачењима Христових учења, „моралност је доброта према слабијима“. Ниче је дефинисао моралност као „смелост јачих“, a Платон као „стваралачку хармонију целине“.
Различита друштва имала су у различитим периодима различите моралне вредности, мада се између њих често може повући заједнички именитељ. Према гледању на различитост вредности и историјски развој морала постоје морални релативизам, морални апсолутизам и морални универзализам.

## Морал и обичај
Обичај је најстарија форма регулисања друштвених односа и понашања. У почетним фазама развоја људског друштва, бројна правила понашања су настајала стихијски, а у вези са анимизмом, култом и магијом. Та понашања, односно обичаји, временом су изгубили на својој сврсисходности или се, једноставно, заборавило зашто су успостављени, а прерасли су у моралне норме. Пример за то је руковање; некада се то радило како би се показало другој страни да у руци нема оружја. Данас за тим не постоји потреба, али је обичај задржан.

## Морал и право
Због потребе да се регулисање понашања људи не препушта стихији, држава одређује друштвене правно-политичке норме, чије непоштовање санкционише. Ове норме се садржински разликују од моралних. Исто тако, морална дужност и правна обавеза нису увек у складу и због тога што правна радња може да буде исправна, али не мора да буде морална. Дешава се и да је правна норма на вишем етичком нивоу у односу на одређени морални систем. Оно што је слично је да се санкција за прекршај моралних норми углавном изражава као реакција друштва. Ипак, санкције за прекршај правних и моралних норми се разликују. Морална санкција може бити индивидуална (унутрашња, рецимо грижа савести), о којој је говорио и Имануел Кант и друштвена (спољашња; презир, па чак и искључење из друштва). Међутим, правим моралним чином се сматра онај који је почињен из моралних побуда, а не из страха од санкција или због стицања већег угледа или чак славе.

## Поштовање према људима
Истраживачи морају поштовати права и достојанство људи као људских бића. Један елемент тога је поштовање њихове аутономије - њихово право да доносе властите одлуке и предузимају властите акције слободно од присиле. Од фундаменталног значаја овде је концепт информисаног пристанка. То значи да истраживачи добијају и документују сагласност људи да учествују у истраживању након што их обавесте о свему што би разумно могло утицати на њихову одлуку. Размотримо учеснике Тускегее студије. Иако су пристали да учествују у студији, нису имали информацију да имају сифилис али да ће им бити ускраћено лечење. Да су имали ову основну информацију о студији, вероватно не би пристали да учествују. Слично томе, да су учесници Милграмове студије били обавештени да би могли бити "сведени на дрхтаву, муцаву олупину", вероватно би многи од њих одбили да учествују. Ни у једној од ових студија учесници нису дали прави информисани пристанак.
Могу постојати рањиве популације о којима треба размишљати и како добро могу дати пристанак. Деца су један пример где, законски гледано, нису у могућности да дају пристанак због могућег недостатка разумевања. Често, ако деца могу разумети језик, истраживачи ће тражити њихов пристанак након што добију пристанак од њиховог родитеља или старатеља. Одрасли са смањеним капацитетом су такође још једна група која можда неће моћи дати пристанак због менталних ограничења или физичких ограничења (на пример, пацијенти у коми). Истраживање са овим популацијама може бити изузетно вредно, и потребно је предузети додатне мере како би се осигурало право поштовање њихових интереса и добробити. Пристанак мора бити дат добровољно и континуирано. Истраживачи имају обавезу да обавесте учеснике о било каквим променама у пројекту које би могле утицати на њихову вољу да пристану на учешће.